# Portals
Pour les articles homonymes, voir Portal.
Pour plus de détails, voir Fiche technique et Distribution.
Portals est un film américain réalisé par Gregg Hale, Liam O'Donnell, Eduardo Sánchez et Timo Tjahjanto, sorti en 2019.

## Synopsis
Une anthologie où chaque segment est lié à des anomalies cosmiques apparaissant aux quatre coins de la Terre.

## Fiche technique
- Titre : Portals
- Réalisation : Gregg Hale, Liam O'Donnell, Eduardo Sánchez et Timo Tjahjanto
- Scénario : Sebastian Bendix, Liam O'Donnell, Timo Tjahjanto et Christopher White
- Musique : Ram Khatabakhsh
- Photographie : Christopher Probst, Batara Goempar Siagian et Boa Simon
- Montage : Eduardo Sánchez et Chad Van Horn
- Production : Alyssa Devine, Griffin Devine, J. D. Lifshitz, Raphael Margules, Brad Miska (en), Liam O'Donnell et Christopher White
- Société de production : Bloody Disgusting, BoulderLight Pictures et PigRat Productions
- Société de distribution : Screen Media Films
- Pays de production :  États-Unis
- Genre : Horreur et science-fiction
- Durée : 85 minutes
- Date de sortie : 
  - États-Unis : 25 octobre 2019

## Distribution
- Neil Hopkins : Adam / Adam miroir (segment The Other Side)
- Ruby O'Donnell : Kate (segment The Other Side)
- Phet Mahathongdy : Andrea (segment The Other Side)
- Deanna Russo : Dr. Leslie (segment The Other Side)
- Ptolemy Slocum : Dr. Markonen (segment The Other Side)
- Reina Guthrie : Adult Kate (segment The Other Side)
- Shellye Broughton : Miss Kathy (segment Call Center)
- Paul McCarthy-Boyington : Stan (segment Call Center)
- Gretchen Lodge : Dory (segment Call Center)
- Danielle Lewis : Tonya (segment Call Center)
- Keith Hudson : Larry (segment Call Center)
- Sergio Martinez : Robert (segment Call Center)
- Clint Jung : le chef (segment Call Center)
- Salvita Decorte : Sarah (segment Sarah)
- Natasha Gott : Jill (segment Sarah)
- Georgina Blackledge : Anna Renee (segment The End)
- Dare Emmanuel : James Avery (segment The End)

## Accueil
Le film a reçu un accueil défavorable de la critique. Il obtient un score moyen de 30 % sur Metacritic.